# Kanton La Roche-sur-Foron
Kanton La Roche-sur-Foron is een kanton van het Franse departement Haute-Savoie. Het kanton maakt deel uit van de arrondissementen Bonneville (7), Annecy (2), en Saint-Julien-en-Genevois (18).

## Gemeenten
Het kanton La Roche-sur-Foron omvatte tot 2014 de volgende 9 gemeenten:
- Amancy
- Arenthon
- Cornier
- Etaux
- La Chapelle-Rambaud
- La Roche-sur-Foron (hoofdplaats)
- Saint-Laurent
- Saint-Pierre-en-Faucigny
- Saint-Sixt

Na de herindeling van de kantons bij decreet van 13 februari 2014, met uitwerking op 22 maart 2015, omvat het kanton volgende 27 gemeenten:
- Allonzier-la-Caille
- Amancy
- Andilly
- Arbusigny
- Cercier
- Cernex
- La Chapelle-Rambaud
- Copponex
- Cornier
- Cruseilles
- Cuvat
- Etaux
- Menthonnex-en-Bornes
- Monnetier-Mornex
- La Muraz
- Nangy
- Pers-Jussy
- Reignier-Ésery
- La Roche-sur-Foron
- Saint-Blaise
- Saint-Laurent
- Saint-Sixt
- Le Sappey
- Scientrier
- Villy-le-Bouveret
- Villy-le-Pelloux
- Vovray-en-Bornes